# إريكو
إريكو Aerico (باليونانية: αγερικό)‏ هو شيطان المرض في الفولكلور اليوناني. غالبًا ما يُعتقد أنه يسكن في الهواء بشكل غير مرئي، على الرغم من أنه يتخذ أحيانًا شكل إنسان. وبصفته شيطانًا للمرض، يُعتقد أن إريكو ينشر المرض، مثل الطاعون والملاريا.